# 対馬銀山

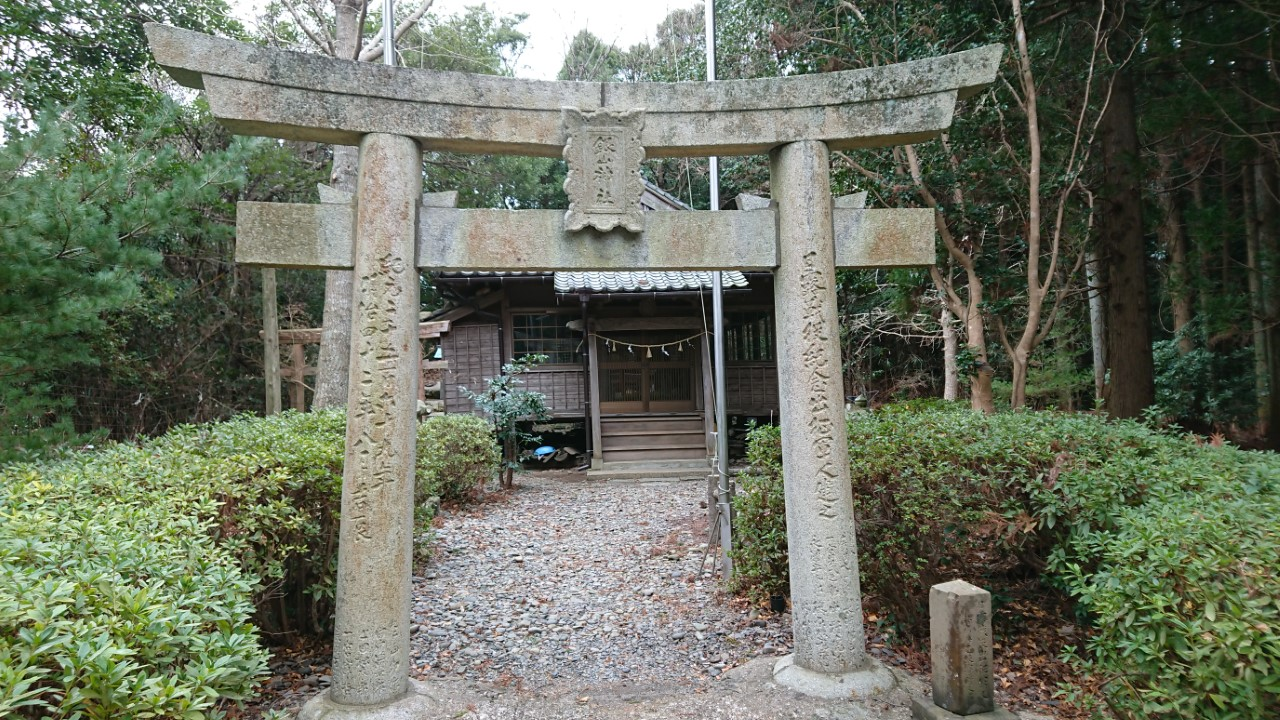
銀山神社（長崎県対馬市厳原町樫根）

対馬銀山（つしまぎんざん）は、長崎県対馬市厳原町の樫根地区付近にあった日本最古の銀山遺跡。

## 概要
『日本書紀』によると、天武天皇二年（674年）に対馬島司忍海造大国（おしみのみやつこのおおくに）が同国で産出した銀（しろがね）を朝廷に献上したとされる。さらに朝廷は対馬島司に命じて金鉱を開発させ、文武天皇五年（701年）に対馬から金が献上された。この結果、朝廷は元号「大宝」を定めた。しかしこの金の献上については『続日本紀』では、対馬現地の開発者が捏造工作をおこなったものであり、実際には対馬から金は出なかったとしている。平安時代になると『延喜式』で対馬の調は銀と定められ、大宰府に毎年調銀890両を納めるよう命じられた。
精錬法は広義の灰吹法とよばれるもので、唯一のまとまった記録である大江匡房の『対馬貢銀記』によれば、

高山四面に風を受くるの処に置き、松の樹を以ってこれを焼くこと数十日、水を以ってこれを洗い、解別してその率法（純度）を定め、その灰を鉛錫と為す。

とある。
対馬銀山はいまだ詳しい調査がなされていないが、黒鉱系で方鉛鉱鉱床に銀が濃厚にふくまれるタイプのものであったらしい。発見当初は視認しやすい希少な自然銀のつぶが混在していて、これを溶出しようと工夫するうち、大量の鉛を松樹灰にじっくりと酸化吸着させることで純度の高い銀の分離が可能になっていったのであろう。
このころの坑道は二、三里（約1,500m）ほどで、採掘役、照明役、運搬役の3人がチームを組み、また排水も3-400人がいっせいに手作業で行なった。官営のため、銀は全量が国税として都に送られ、給与の米は大宰府が支弁した。運搬中万が一の沈没を避けるため、船には長大な綱（150m余）を備えて引き上げられるようにしていたという。
また、中国の史書『宋史』（1345年成立）では、永観元年（983年）に宋へ渡った日本僧奝然が皇帝太宗へ日本の国情を説明した上奏文に、「東奥州産黄金 西別島出白銀 以為貢賦（東の奥州は黄金を産出し、西の対馬は白銀を産出して租税とする）」とあることが知られる。
寛仁三年（1019年）の刀伊の入寇では、刀伊勢により銀鉱が焼き払われる被害にあっている。
銀山は13世紀以降、しだいに記録から姿を消してしまったが、江戸時代になると対馬藩により銀山経営が復活し、享保年間以降は藩営から次第に町人主体の経営へと移行した。幕末期になると再び衰退へと向かい、明治時代には見るべきものがなくなってしまった。

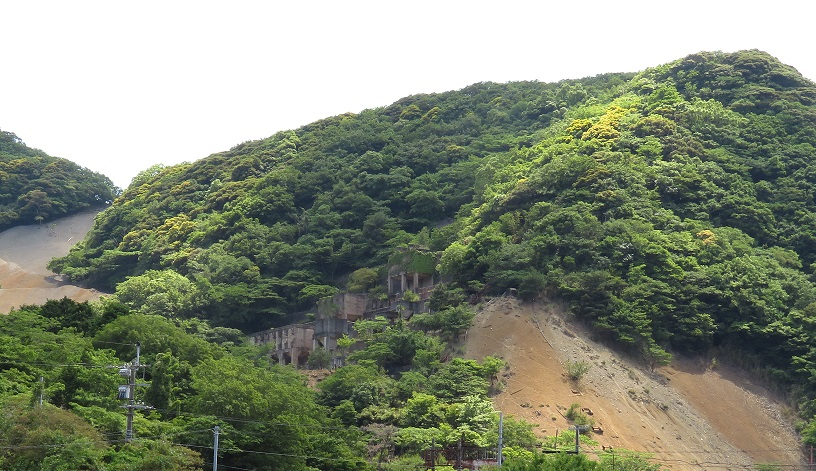
対州鉱山跡（厳原町佐須地区）

付近では近年まで鉛、亜鉛などの採掘はおこなわれていたが、経年のカドミウム汚染や採算面などからすべて閉山されている（対州鉱山を参照）。